# Nathaniel Bacon
Nathaniel Bacon, o Sir Nathaniel Bacon o Nathaniel Bacon of Culford (agosto 1585 – Gorhambury, 1º luglio 1627 (sepolto a Culford)), è stato un pittore inglese, fratellastro o nipote del famoso filosofo Francis Bacon e amico di Henry Peacham.

## Biografia

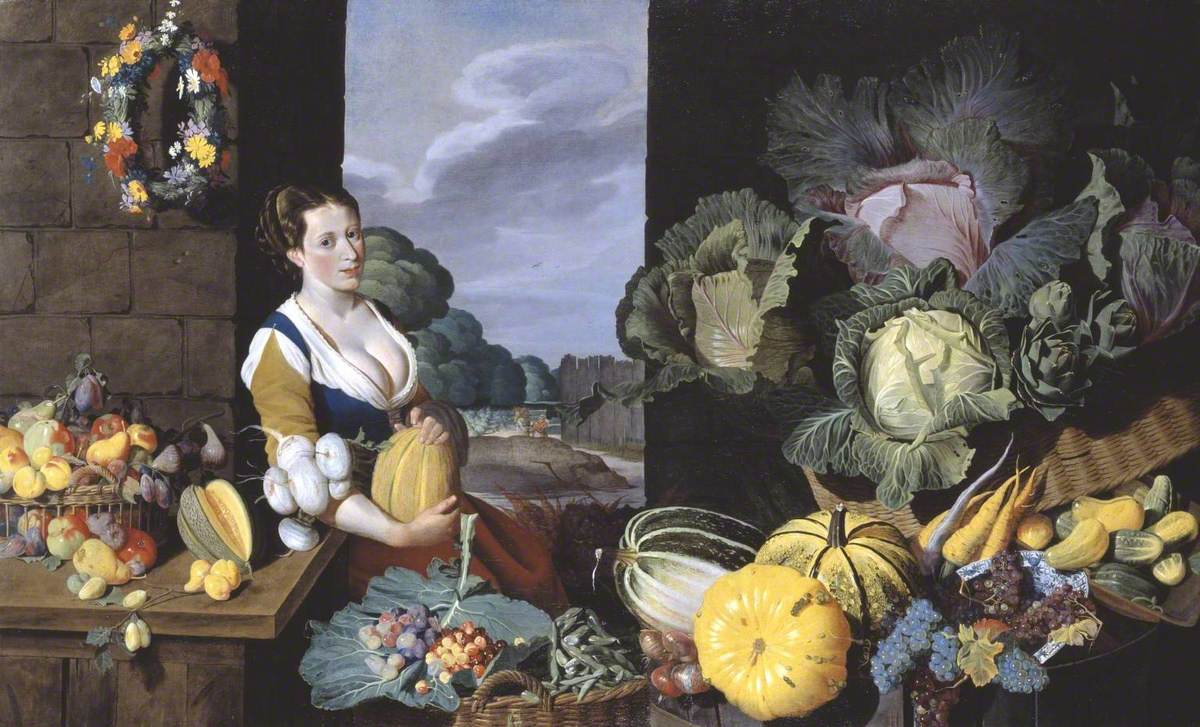
Cuoca con natura morta di frutta e verdura 1620-1625

Sposò nel 1614 Jane Meautys, Lady of the Bedchamber della regina Anna e ricca vedova di Sir William Cornwallis. Nel 1615 effettuò probabilmente un breve apprendistato presso Hendrick ter Brugghen a Utrecht e continuò poi a operare nelle sue tenute di Culford e Brome. Nel 1625 fu nominato cavaliere dell'Ordine del Bagno

Sono giunte ai nostri giorni solo una dozzina di opere di quest'artista, ma ma è noto che ne produsse anche altre: George Vertue infatti cita parecchi suoi dipinti, oggi perduti.

Realizzò principalmente ritratti, in particolare di famiglia e autoritratti, e nature morte, rappresentanti soprattutto cacciagione e altri animali, pesci e cucine con utensili, frutta, verdura e pezzi di carne e pesce Le sue opere presentano reminiscenze di Cornelis Jacobsz Delff, Dirck Hals, Gerard van Honthorst, Cornelis Ketel, Pieter Cornelisz. van Rijck, Jan van Ravesteyn, Michiel van Mierevelt e, per quanto riguarda le opere ambientate in cucine, di Pieter Aertsen. Uno dei suoi dipinti più notevoli è un autoritratto, che si trova nella collezione del Conte di Verulam a Gorhambury, in cui l'artista è raffigurato nel suo studio circondato da quanto riguarda i suoi interessi: libri, un atlante aperto dell'Europa settentrionale, una tavolozza e un disegno.

È conosciuto principalmente per i dipinti di soggetto mitologico, ad oggi tutti perduti. Presso il Museo ashmoleano di Oxford è conservata una sua miniatura su rame rappresentante un paesaggio, considerata il primo paesaggio inglese.

Secondo Oliver Millar fu il più abile pittore non professionista del secolo. La sua influenza in campo artistico non fu particolarmente significativa, ma eseguì importanti esperimenti su vernici e pigmenti: creò infatti il pigmento giallognolo Pinke, assai considerato dal pittore miniaturista Peter Oliver.

Morì a 42 anni, probabilmente di tubercolosi.